# Universidad Ateneo de Zamboanga
La Universidad Ateneo de Zamboanga en chabacano también conocida simplemente como el Ateneo de Zamboanga , es una universidad católica fundada en 1912 por la Compañía de Jesús. El campus principal está en la ciudad de Zamboanga, Filipinas. También es sabida por las siglas AdZU. 
Ofrece cursos de educación elemental, secundaria, universitaria y postgrado en distintos campos como las artes, ciencias humanas, negocios, derecho, ciencias sociales, teología y ciencias puras y aplicadas, destacando por sus programas de derecho, ciencias humanas, negocios y ciencias sociales.
- Datos: Q3549829
- Multimedia: Ateneo de Zamboanga University / Q3549829